# 420 (Padre de familia)
420 o Episodio 4/20 (en España) y Legalícenla es el duodécimo episodio de la séptima temporada de la serie Padre de familia emitido originalmente el 19 de abril de 2009 (un día antes del 420). El episodio se emitió un día antes del 20 de abril (4 20 en el calendario estadounidense), día simbólico en la contracultura donde la gente celebraba el consumo de cannabis. En la trama, Brian es arrestado por posesión de drogas y al salir de prisión, lanza una campaña por la legalización. El episodio está escrito por Patrick Meighan y dirigido por Julius Wu

## Argumento
Peter, Brian, Cleveland y Joe empiezan a sentirse molestos con Quagmire después de que este descubriera un gato cerca de su casa con el que empieza a obsesionarse de manera enfermiza. Hartos y celosos de la actitud de su amigo con el animal, deciden colarse en su casa mientras Quagmire realiza un viaje largo, cuando encuentran al felino, deciden afeitarlo y así gastarle una broma al dueño, pero el plan falla estrepitosamente, Peter, que se suponía iba a afeitarle acaba matando al animal por accidente con la cuchilla, no contento con matar al gato, Peter le saquea las cervezas de la nevera y se emborracha después. Peter y Brian deciden entonces enterrar el cuerpo para que Quagmire no se entere de lo que ha pasado, pero debido al estado de embriaguez de Peter, este no puede mantener el coche en dirección fija y son parados por la policía, sin embargo los agentes ignoran el hecho de que Peter va borracho, tiene arañazos en la cara y sangre del animal en su camisa además de tener una pala,un plano y el gato, los dos parecen librarse hasta que a Brian se le cae del bolsillo una bolsa de 7 gramos de marihuana siendo arrestado de manera violenta. Tras pasar un breve tiempo en prisión, es liberado por su familia, quienes reprueban el uso de drogas, mientras tanto, Brian está indignado con la policía por tratarle como un criminal. Mientras disfruta de su condicional, Brian recibe la visita de Joe, quien le pide una muestra de orina, lamentablemente había empezado a fumar justo antes de la inesperada visita, para librarse de una nueva sanción decide usar la orina de Stewie, pero es sorprendido por Lois, que con desagrado le recrimina lo bajo que ha caído. En lugar de redimirse, Brian decide empezar una campaña por la legalización de la marihuana, lamentablemente nadie hace caso a Brian hasta que con ayuda de Stewie mediante un número musical consigue llegar el mensaje a los ciudadanos.
Al día siguiente, el alcalde West sanciona un decreto de ley en el que legaliza el consumo de cannabis, tras correr la voz, todo el mundo comienza a fumar. Brian señala que tras la legalización, se han reducido los crímenes y la inseguridad ciudadana en Quahog y aumentado los índices de audiencia de Doctor Who, aun así, Lois se muestra en desacuerdo por el efecto que pueda tener en la salud. Por otro lado su padre empieza a sufrir perdidas económicas en su negocio de cáñamo (anteriormente, Brian declaró que el motivo por le que se prohibió el consumo de marihuana por la misma razón en los años 30 por William Randolph Hearst), para poder remediar sus pérdidas decide pedir ayuda a su yerno para llevar a cabo una campaña para la ilegalización de la marihuana, esa ayuda incluye la producción de un vídeo donde se compara a los fumadores de cannabis con los simpatizantes del partido nazi. Sin embargo y aunque coincide, Lois no acaba de ver de buenas maneras los métodos de Peter y de Carter, y les explica que Brian convenció al pueblo con toda su pasión. Carter decide entonces sobornar a Brian para unirse a su causa a cambio de publicar la novela en la que tanto tiempo estaba trabajando, pero Brian se niega a venderse, sin embargo Stewie, que ya sabe lo mala que es su novela le sugiere que prepare un número musical para pedir la prohibición del cannabis. Brian de manera reacia accede y consigue convencer a todos de que la maría es mala. Finalmente, Carter cumple lo prometido y todos los ejemplares de la novela son publicados, pero no ha vendido ni una sola copia al ser duramente criticado por la crítica. Brian después de todo se lamenta de haber vendido su sacrificio y dignidad para nada, aun así, es consolado por Lois, quien le comenta que una cosa buena si ha hecho, prohibir el consumo de marihuana y Stewie por otro lado se ha construido un fuerte con los libros no vendidos. 
Ya en el final del episodio, la familia recibe la visita de Quagmire, preocupado por la desaparición de su gato, cuando dice que está repartiendo papeles en los que se anuncia una compensación de 50 dólares para aquel que le diga donde está su animal prometiendo no hacer preguntas, Peter le coge el dinero y admite con indiferencia y descaro haber matado al gato para después cerrarle la puerta en las narices.

## Producción
El episodio fue escrito por Patrick Meighan siendo su segundo capítulo tras Road to Germany, y dirigido por Julius Wu siendo este el último de la séptima temporada.
Este episodio marcó la última aparición de Kevin Swanson como personaje de Padre de familia hasta la décima temporada. Seth MacFarlane declaró en el audiocomentario de Saving Private Brian que tanto él como su equipo de guionistas estuvieron sopesando la opción de retirar el personaje al no tener más ideas al respecto. El número musical de A Bag o' Weed estuvo basado en la canción Me Ol' Bamboo del film Chitty Chitty Bang Bang.
Aparte del reparto habitual, prestaron sus voces a sus respectivos personajes: Phil LaMarr y Kerrigan Mahan.